# نشانگر بافت

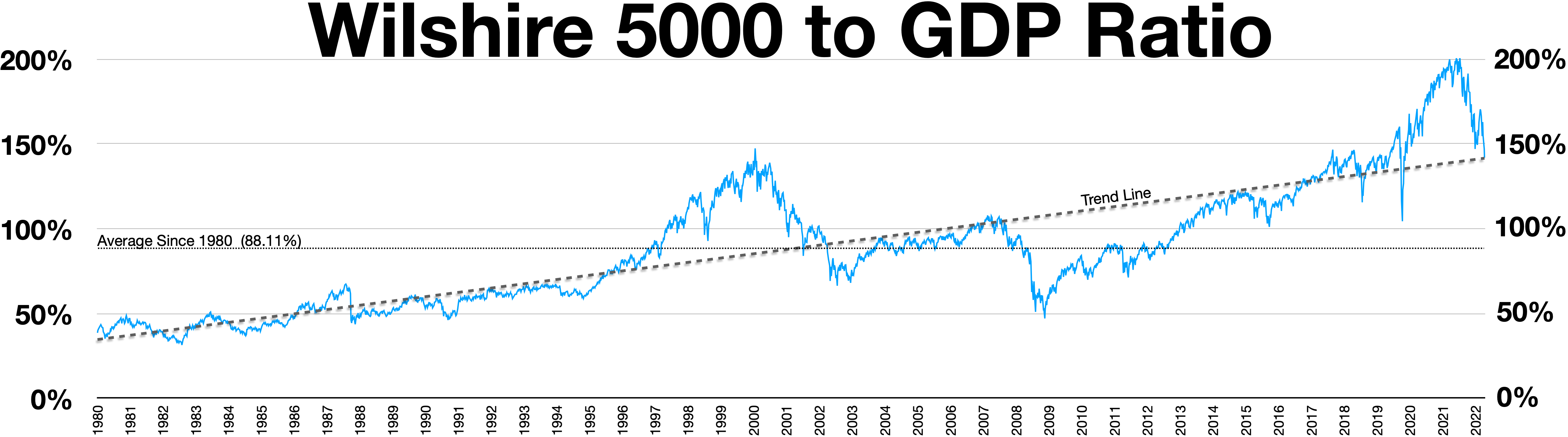
نسبت شاخص ویلشایر ۵۰۰۰ به تولید ناخالص داخلی ایالات متحده

نشانگر بافت (انگلیسی: Buffett indicator) که شاخص یا معیار بافت و نسبت ارزش بازار به تولید ناخالص داخلی نیز نامیده می‌شود، ارزش‌گذاری چندگانه‌ای است که برای ارزیابی میزان گران یا ارزان بودن کل بازار سهام در یک مقطع زمانی معین استفاده می‌شود.
این نشانگر توسط وارن بافت سرمایه‌گذار آمریکایی در سال ۲۰۰۱ به‌عنوان معیاری برای ارزش‌گذاری بازار پیشنهاد شد و وی آن را «احتمالاً بهترین معیار برای ارزیابی وضعیت ارزش‌گذاری‌ها در هر لحظه» می‌داند. نمونه جدیدتر این نشانگر، ارزش بازار سهام ایالات متحده را با استفاده از شاخص ویلشایر ۵۰۰۰ با تولید ناخالص داخلی این کشور مقایسه می‌کند. نشانگر بافت به‌طور گسترده توسط رسانه‌های مالی به عنوان یک معیار ارزش‌گذاری برای بازار سهام ایالات متحده در هر دو حالت مطلق< و بدون روند آن دنبال می‌شود.<
این نشانگر در طول به‌اصطلاح «حباب همه‌چیز» به بالاترین حد خود رسید و در فوریه ۲۰۲۱ از سطح ۲۰۰ درصد گذشت؛ سطحی که بافت هشدار داد در صورت عبور از آن، «بازی با آتش» خواهد بود.

## فرمول
نمودار اولیه بافت از درآمد ناخالص ملی (GNP) ایالات متحده به عنوان مخرج کسر استفاده می‌کرد. GNP فعالیت‌های داخلی و بین‌المللی همه نهادهای مقیم ایالات متحده را حتی اگر در خارج از کشور مستقر هستند، در بر می‌گیرد، با این حال، بسیاری از معیارهای مدرن بافت از تولید ناخالص داخلی (GDP) ایالات متحده به عنوان معیار استفاده می‌کنند. تولید ناخالص داخلی ایالات متحده در طول تاریخ در حدود ۱ درصد با تولید ناخالص ملی این کشور تفاوت دارد و به راحتی در دسترس است (سایر بازارهای بین‌المللی دارای تغییرپذیری بیشتری بین GNP و GDP هستند). توجه کنید که شاخص بافت در صورت استفاده از شاخص اس‌اندپی ۵۰۰، یا استفاده از تعاریف مختلف از تولید ناخالص داخلی و حتی استفاده از GNP (مخرج کسر فرمول اصلی بافت)، خروجی نشانگر ممکن است مقداری متفاوت باشد.
نمودار اصلی بافت از داده‌های اقتصادی فدرال رزرو (FRED) منتشرشده توسط بانک فدرال رزرو سنت لوئیس برای «سهام شرکتی» استفاده می‌کرد که دارای پیشینه‌ای بیش از ۸۰ سال گذشته است، با این حال، بسیاری از معیارهای جدید بافت به سادگی از شاخص اصلی شاخص اس‌اندپی ۵۰۰ یا شاخص گسترده‌تر ویلشایر ۵۰۰۰ استفاده می‌کنند.
فرمول رایج امروزی محاسبه نشانگر بافت برای بازار ایالات متحده که به‌صورت درصد بیان می‌شود، بدین شرح است:
برای مثال اگر تولید ناخالص داخلی (GDP) ایالات متحده ۲۰ تریلیون دلار و ارزش بازار شرکت‌های شاخص ویلشایر ۵۰۰۰ برابر با ۴۰ تریلیون دلار باشد، نشانگر یا شاخص بافت ۲۰۰٪ خواهد بود، بدین معنی که ارزش بازار شرکت‌های سهامی عام ایالات متحده دو برابر خروجی سالانه اقتصاد این کشور است.
انتخاب نحوه محاسبه تولید ناخالص داخلی (برای مثال شاخص ضمنی تولید ناخالص داخلی)، می‌تواند مقدار مطلق این نسبت را تغییر دهد. برای مثال، اگر نشانگر بافت در صورت محاسبه با داده‌های بانک فدرال رزرو سنت لوئیس در اوج خود به ۱۱۸٪ در فصل اول ۲۰۰۰ رسید، در حالی که نمودار محاسبه‌شده با داده‌های ویلشایر اسوشیتس در اوج خود به ۱۳۷٪ در فصل اول ۲۰۰۰ رسید، در حال این که در نسخه‌های محاسبه‌شده با روش اصلی بافت در اوج خود به ۱۶۰٪ در فصل اول ۲۰۰۰ رسید.

## رکوردها
با استفاده از روش اصلی محاسبه بافت در مقاله ۲۰۰۱، با استفاده از GDP، معیار بافت از ۱۹۵۰ تا فوریه ۲۰۲۱ مقادیر بالا و پایین زیر را ثبت کرده است:
- مقدار پایین ۳۳٫۰٪ در ۱۹۵۳، پایین ۳۲٫۲٪ در ۱۹۸۲ و پایین ۷۹٪ در ۲۰۰۲ و پایین ۶۶٫۷٪ در سال ۲۰۰۹
- مقدار بالای ۸۷٫۱٪ در ۱۹۶۸, بالای ۱۵۹٫۲٪ در ۲۰۰۰, بالای ۱۱۸٪ در ۲۰۰۷, و بالای ۱۸۹٫۶٪ در (فوریه) ۲۰۲۱.

با استفاده از نشانگر رایج جدید بافت با ویلشایر ۵۰۰ و GDP ایالات متحده، معیار بافت از ۱۹۷۰ تا فوریه ۲۰۲۱ مقادیر بالا و پایین زیر را نشان می‌دهد:
- مقدار پایین ۳۴٫۶٪ در ۱۹۸۲, پایین ۷۲٫۹٪ در ۲۰۰۲, و پایین ۵۶٫۸٪ در ۲۰۰۹
- مقدار بالای ۸۱٫۱٪ در ۱۹۷۲, بالای ۱۳۶٫۹٪ در ۲۰۰۰, بالای ۱۰۵٫۲٪ در ۲۰۰۷, و بالای ۱۷۲٫۱٪ در (فوریه) ۲۰۲۱.

داده‌های بدون روند روش اصلی محاسبه نشانگر بافت، از ۱۹۵۰ تا فوریه ۲۰۲۱ مقادیر بالا و پایین زیر را ثبت کرده است:
- مقدار پایین -۲۸٪ در ۱۹۵۳, پایین -۵۱٪ در ۱۹۸۲, و پایین -۵٪ در ۲۰۰۲, و پایین -۲۷٪ در ۲۰۰۹
- مقدار بالای ۵۸٪+ در ۱۹۶۸, بالای +۹۶٪ در ۲۰۰۰, بالای +۳۰٪ در ۲۰۰۷, و بالای ۸۰٪+ در (فوریه) ۲۰۲۱.